# Лёгкое метро Сент-Луиса
Метрополитен Сент-Луиса (Метроли́нк, англ. MetroLink) — система лёгкого метро в Сент-Луисе, штат Миссури, США.
Насчитывает 37 станций и ежедневно перевозит в среднем 61 573 человека. Состоит из двух линий, общепринятые названия которых — красная и синяя линии.
Строительство лёгкого метро началось в 1990 году; первый участок открылся 31 июля 1993 года. 26 августа 2006 года открылась вторая, синяя линия легкого метро, соединившая Университет Вашингтона в Клейтоне, популярный торговый центр «Галерея Сент-Луиса» в пригороде Ричмонд-Хайтс со Шресбери, другим пригородом Сент-Луиса.
Метрополитен Сент-Луиса управляется компанией Bi-State Development Agency, которая также управляет системой автобусного городского и пригородного сообщения в Сент-Луисе.

## Хронология
Ниже в хронологическом порядке приведены даты открытия пусковых участков и отдельных станций метрополитена Сент-Луиса.
| Дата                 | Событие                                                                | Станции | Протяженность, км |
| -------------------- | ---------------------------------------------------------------------- | ------- | ----------------- |
| 31 июля 1993 года    | Открывается движение по линии между North Hanley и 5th & Missouri      | 15      |                   |
| 14 мая 1994 года     | Станция East Riverfront открывается между существующими станциями      | 1       | —                 |
| 25 июня 1994 года    | Красная линия продлевается до станции Lambert Airport Main             | 1       |                   |
| 23 декабря 1998 года | Станция Lambert Airport East открывается между существующими станциями | 1       | —                 |
| 5 мая 2001 года      | Красная линия продлевается до станции College.                         | 8       | 28 км             |
| 23 июня 2003 года    | Красная линия продлевается до станции Shiloh-Scott                     | 1       | 5,6 км            |
| 26 августа 2006 года | Продление до станции Shrewsbury-Lansdowne I-44 (синяя линия)           | 9       | 12,1 км           |

## Линии

Схема линий MetroLink

### Красная линия
Красная линия начинается у международного аэропорта Lambetr St. Louis со станциями у главного и восточного терминалов аэропорта. Затем линия проходит через Kinloch; возле Bel-Ridge расположена станция North Hanley. Далее на линии расположены две станции возле университета Миссури, находящиеся в местечке Нормандия. Далее на линии расположены станции Rock Road, Wellston, затем линия пересекает границу округа в районе бульвара Скинкер после чего на бульваре Делмар располагается станция, обслуживающая популярный район Сент-Луиса Delmar Loop, в котором сосредоточено множество ресторанов, развлекательных и культурных объектов. На станции Forest Park- DeBaliviere station красная линия соединяется с синей; далее, до станции Fairview Heights, поезда красной и синей линий проходят по одной колее.

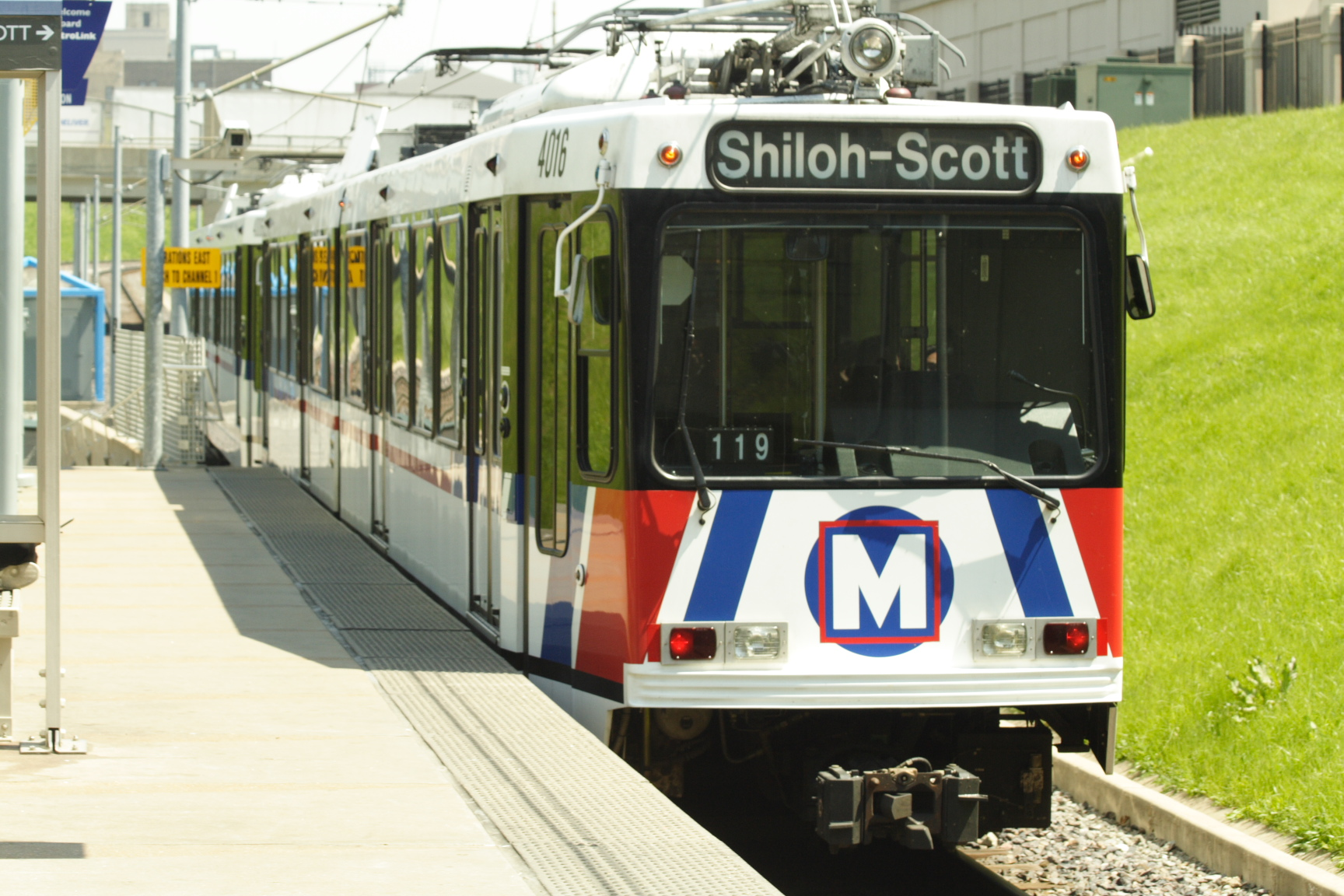
Поезд Метролинка отъезжает от станции Union Station.